# Галахов, Александр Павлович (1739)
Алекса́ндр Па́влович Гала́хов (1739—1798) — русский военачальник, полковник, участник поимки Емельяна Пугачёва. Дед генерала А. П. Галахова.
Служил в Ярославском пехотном полку. 24 ноября 1771 года был произведён в премьер-майоры, а 10 июля 1774 года — пожалован в капитаны Преображенского полка.
В августе 1774 года императрица Екатерина II возложила на него исполнение ответственного поручения: на основании сведений яицкого казака Астафия Трифонова, передавшего графу Г. Г. Орлову письмо от сообщника Емельяна Пугачёва — яицкого казака Перфильева, предлагавшего выдать правительству своего вождя за денежное вознаграждение, царица отправила Галахова принять Пугачёва и привезти его в Москву. C Галаховым был послан отряд из 4-х гусарских эскадронов, а также прикомандированный к нему майором П. С. Рунич с двумя преображенскими гренадерами.
4 ноября Галахов привёз самозванца в Москву. Наградой за труды ему было пожалована 28 января 1775 года Порецкая часть Себежского ключа Полоцкой губернии (300 душ).
В 1791 году Александр Павлович был произведён в полковники. Был награждён орденами и медалями Российской империи. Умер в 1798 году.